# Мохаммед, Ибрагим Мурталу
Ибрагим Мурталу Мохаммед (англ. Ibrahim Murtala Muhammed; 14 декабря 1974 — 6 августа 2025) — ганский политик, депутат парламента Ганы восьмого и девятого созывов, министр окружающей среды (2025).

## Биография
Родился 14 декабря 1974 года. Работал учителем. Имел магистерскую степень.

## Личная жизнь
Был мусульманином, имел трёх детей.

### Смерть
Погиб 6 августа 2025 года в результате крушения военного вертолёта в Гане. Вертолёт вылетел из столицы Аккры и направлялся на северо-запад в район золотодобычи Обуаси.